# 艾施河畔赫希施塔特
艾施河畔赫希施塔特（德語：Höchstadt an der Aisch，官方拼写为，發音：[ˈhøːçˌʃtat ʔan deːɐ̯ ˈʔaɪʃ] ⓘ）是德国巴伐利亚州中弗兰肯行政区埃朗根-赫希施塔特县的城市，面积70.87平方千米，2023年12月31日人口为14,063人。